# Ellen Osiier
Ellen Osiier (Hjørring, 13 de agosto de 1890 – Copenhague, 6 de setembro de 1962) foi uma esgrimista dinamarquesa de florete.

## Carreira Olímpica
Os jogos Olímpicos de Verão de 1924, disputado em Paris, marcou a estreia do evento individual de florete para mulheres. Osiier, que na época tinha 33 anos, conquistou de forma invicta a medalha de ouro e se tornou a primeira mulher campeã olímpica na esgrima.

## Vida pessoal
Seu marido era Ivan Osiier, que também foi esgrimista com sete participações em jogos Olímpicos, ele conquistou uma medalha de prata na espada nos Jogos Olímpicos de 1912, além de 25 campeonatos nacionais.

### Nota
- Este artigo foi inicialmente traduzido, total ou parcialmente, do artigo da Wikipédia em inglês cujo título é «Ellen Osiier», especificamente desta versão.